# Oslogjengen

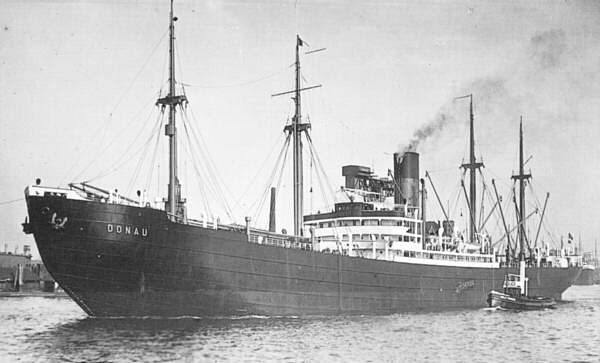
DS «Donau», fotografiet är från 1930, fartyget blev sänkt av en sprängladdning som blev monterad av personal från Oslogjengen. Bomben detonerade vid Drøbak.

Oslogjengen (på svenska: Oslogänget) var norska SOE Milorgs sabotagegrupp i Oslo 1944–1945, under Andra Världskriget. Gruppen leddes av Gunnar Sønsteby.
Oslogjengen samarbetade tätt med Milorgs centrala ledning och har också kallats för SL:s aktionsgrupp. Namnet Oslogjengen kom i bruk först efter att chefen för SOE:s norska avdelning, överstelöjtnant J.S. Wilson kallade gruppen för "The Oslo Detachment".
Totalt genomförde gruppen 16 stora sabotageaktioner riktade mot de tyska ockupanterna. Mest känd är sprängningen av Arbetarkontoret i Oslo 19 maj 1944. Vid denna tidpunkt var Oslogjengen den dominerande sabotagegruppen i Oslo.

## Medlemmarna
Oslogjengen bestod av tolv kärnmedlemmar tagna från olika SOE-avdelningar. Dessa var:
- Anders Aubert
- Viggo Axelsen
- Gregers Gram
- Henrik Hop
- William Houlder
- Max Manus
- Martin Olsen
- Arthur Pevik
- Birger Rasmussen
- Tor Stenersen
- Gunnar Sønsteby
- Edvard Tallaksen

Vid frigörelsen av Norge hade Oslogjengen vaktuppdrag för kungafamiljen.